# Parco regionale agricolo storico dell'olivo di Venafro
Il parco regionale agricolo storico dell'olivo di Venafro, noto anche come parco Oraziano o Campaglione, è un'area naturale protetta e il primo parco regionale del Molise. È un parco agricolo storico nato per salvaguardare il patrimonio olivicolo del territorio di Venafro. Si trova alle spalle della concattedrale della città e del duomo di Venafro; arriva fino alla montagna ed è percorso da una strada carrozzabile.

## Storia
L'agricoltura e gli uliveti di Venafro sono descritti fin dall'antichità: da Marco Porcio Catone, che nel De Agricoltura suggerisce di applicare le tecniche agricole usate a Venafro, a Orazio, che descrive una Venafro ammantata di olivi.
Del parco regionale si tratta già nella L.R. n. 23 del 20 ottobre 2004, recante "Realizzazione e gestione delle aree naturali protette".
Il parco regionale agricolo storico dell'Olivo di Venafro è stato istituito con legge regionale n. 30 del 4 novembre 2008.

## Flora
La vegetazione è costituita esclusivamente dagli olivi secolari (Olea europaea) che tuttora vengono coltivati per la produzione dell'olio d'oliva, già conosciuto nell'antichità e citato dal poeta Orazio.

## Punti di interesse
Nel parco si conservano alcuni resti archeologici: i terrazzamenti in opera poligonale, i resti dell'acquedotto del teatro di epoca romana e della piccola chiesa della Madonna della Libera.

## Attività
Il parco viene utilizzato per passeggiate e scampagnate, in particolare in occasione della "Pasquetta venafrana", il giorno dopo la festività di Pasquetta.
Dal Campaglione partono sentieri di montagna che giungono fino alla Torricella e al monte Santa Croce.